# Матчи сборной Москвы по футболу (1919)
Сезон 1919 года стал 13-м в истории сборной Москвы по футболу.
В нем сборная провела 1 официальный матч (товарищеский междугородний со сборной Петрограда).

## Классификация матчей
По установившейся в отечественной футбольной истории традиции официальными принято считать матчи первой сборной с эквивалентным по статусу соперником (сборные городов, а также регионов и республик); матчи с клубами Москвы и других городов составляют отдельную категорию матчей.
Международные матчи также разделяются на две категории: матчи с соперниками топ-уровня (в составах которых выступали футболисты, входящие в национальные сборные либо выступающие в чемпионатах (лигах) высшего соревновательного уровня своих стран — как профессионалы, так и любители) и (начиная с 1920-х годов) международные матчи с так называемыми «рабочими» командами (состоявшими, как правило, из любителей невысокого уровня).

## Статистика сезона
| 1919      |                    |     |
| МГ 16     | Москва — Петроград | 0:2 |
| Итого     |                    |     |
| И В Н П М |                    |     |
| 1 0 1 0−2 |                    |     |

### 41. Москва — Петроград — 0:2
Междугородний товарищеский матч 16 (отчет ).

| Москва | 0:2 | Петроград               |
| ------ | --- | ----------------------- |
|        |     | - Н.Гостев - Колотушкин |

| Игрок               | Клуб                |                                 | Вышел на замену | Гол  |
| ------------------- | ------------------- | ------------------------------- | --------------- | ---- |
| Шимкунас, Франц     | КФ «Сокольники»     | Серебряный гол · Серебряный гол | 2               | (-3) |
|                     |                     |                                 |                 |      |
| Костинский          | КФ «Сокольники»     |                                 | 1               |      |
| Сысоев, Сергей      | «Замоскворецкий» КС |                                 | 2               |      |
|                     |                     |                                 |                 |      |
| Лавров, Пётр        | «Замоскворецкий» КС |                                 | 1               |      |
| Бухтеев, Сергей     | КФ «Сокольники»     |                                 | 3               |      |
| Селин, Фёдор        | СК «Замоскворечье»  |                                 | 1               |      |
|                     |                     |                                 |                 |      |
| Смирнов, Леонид     | «Унион»             |                                 | 3               |      |
| Троицкий, Николай   | «Новогиреево»       |                                 | 3               |      |
| Денисов, Михаил     | КФ «Сокольники»     |                                 | 4               | 3    |
| Канунников, Павел   | КФ «Сокольники»     |                                 | 4               | 5    |
| Шапошников, Алексей | «Замоскворецкий» КС |                                 | 3               | 1    |

| Петроград   |     |
| ----------- | --- |
| Полежаев    |     |
|             |     |
| Г.Гостев    |     |
| М.Бутусов   |     |
|             |     |
| П.Федоров   |     |
| Батырев     |     |
| Карнеев     |     |
|             |     |
| Баумгарт    |     |
| Варфоломеев |     |
| Г.Иванов    |     |
| Колотушкин  | Гол |
| Н.Гостев    | Гол |